# Brylkinia caudata
Brylkinia es un género monotípico de plantas herbáceas perteneciente a la familia de las poáceas. Su única especie: Brylkinia caudata, es originaria del este de Asia: Japón, Manchuria y la isla de Sajalín. Es el único miembro de la tribu Brylkinieae.

## Descripción
Es una planta perenne; rizomatosa, con tallos que alcanzan un tamaño de 25-70 cm de altura; herbácea. Culmos con los nodos glabros. Hojas no auriculadas y los márgenes de la vaina unidos. Las láminas lineares; estrechas; 3-6 mm de ancho; planas; persistentes. La lígula es una membrana ciliada de 0,1 mm de largo. Plantas bisexuales, con espiguillas bisexuales; con flores hermafroditas.
Inflorescencia en un solo racimo; espateado; no comprende las inflorescencias parciales y los órganos foliares. La espiguilla fértil con eje persistente. 

## Taxonomía
Brylkinia caudata fue descrita por (Munro ex A.Gray) F.Schmidt y publicado en Mémoires de l'Académie Impériale des Sciences de Saint Pétersbourg, Septième Série (Sér. 7) 12: 199, pl. 8 f. 22–27. 1868.
Citología
El número cromosómico básico del género es x = 10, con números cromosómicos somáticos de 2n = 40, . 4 ploide . Cromosomas relativamente «medianos».
Sinonimia
- Brylkinia schmidtii Ohwi
- Ehrharta caudata Munro ex A.Gray	[4]